# Paul-Henri-Benjamin d'Estournelles de Constant
Paul-Henri-Benjamin Baluet d'Estournelles, barone di Constant de Rébecque (La Flèche, 22 novembre 1852 – Parigi, 15 maggio 1924), è stato un diplomatico e politico francese.
Fu sostenitore dell'arbitrato internazionale e Premio Nobel per la Pace nel 1909.
Nacque a La Flèche nella Valle della Loira da un'antica famiglia aristocratica: lo scrittore Benjamin Constant era il suo prozio. Dopo aver studiato legge e lingue orientali al Lycée Louis-le-Grand a Parigi, Estournelles de Constant iniziò nel 1876 la sua carriera diplomatica.
Dopo aver lavorato in Montenegro, nell'Impero ottomano, nei Paesi Bassi, in Gran Bretagna e Tunisia, nel 1882 tornò a Parigi dove divenne direttore dell'ufficio per il Levante al Ministero degli Esteri.
Nel 1895 venne eletto alla Camera dei deputati e nel 1904 ottenne un seggio al Senato dove sedette fino alla fine della sua carriera nel 1924.
Nella sua veste di deputato e senatore sostenne l'eliminazione dei seggi coloniali al parlamento francese. Si oppose fermamente alla creazione di una colonia francese in Madagascar e allo smembramento della Cina da parte della grandi potenze europee.
Si schierò immediatamente contro la campagna denigratorio ai danni di Alfred Dreyfus e si espresse a favore del seppellimento dei resti di Émile Zola nel Pantheon.
Si dedicò anima e corpo per il miglioramento delle relazioni internazionali e a partire dal 1900 fu membro della Corte permanente di arbitrato. Rappresentò inoltre la Francia alle due Conferenze dell'Aia del 1898 e del 1907.
Estournelles de Constant collaborò anche con alcuni giornali - Le Temps, la Revue de Paris, e la Revue des deux mondes – e fu un prolifico scrittore.
Dopo aver sposato l'americana Daisy Sedgwick-Berend, viaggiò spesso negli Stati Uniti.